# Brestir Sigmundsson
Brestir Sigmundsson (meist nur Brestir oder Brester; * in Skúvoy; † 970 auf Stóra Dímun, Färöer) war zusammen mit seinem Bruder Beinir Herrscher über die Hälfte der Färöer.
Brestir war der Sohn von Sigmund dem Älteren. Er war verheiratet mit Cæcilia, die ihm Sigmundur gebar, dem späteren Missionar der Färöer. Brestir und sein Bruder wurden 970 auf ihrem Hof auf Stóra Dímun von Havgrímur und Svínoy-Bjarne ermordet. Im Anschluss wurden sie nach altem germanischen Brauch in Skúvoy bestattet, wo sie wohnten.
Brestir und Beinir tauchen in der Färingersaga stets gemeinsam auf, ihr Verhältnis zueinander soll besonders eng gewesen sein, und ihr Schicksal bestimmte die Geschichte der Färöer nachhaltig. Während sie über die eine Hälfte der Färöer herrschten, war Havgrímur aus Hov der Herrscher der anderen Hälfte.
Dieser Umstand hatte nicht nur eine innerfäröische Dimension, denn sie bekamen ihren Teil der Färöer als Lehen vom norwegischen Herrscher Håkon Jarl in Trondheim, während Havgrímur seinen Teil der Färöer vom konkurrierenden Harald II. Graufell bekam, der über das restliche Norwegen herrschte.
Nach dem Streit zwischen Einar und Eldjarn verteidigten Brestir und Beinir ihren Verwandten und Gefolgsmann Einar von den Südinseln mit Erfolg. Aus Rache schmiedete Havgrímur 970 ein Komplott gegen die beiden Brüder, das zum Mord an Brestir und Beinir führte.
Einer neueren Theorie zufolge könnten Brestir und Beinir Söhne von Ann Naddodsdóttir gewesen sein, die wahrscheinlich Tochter des färöischen Wikingers Naddoddur war. Nach dieser Theorie muss Brestir ein (keltischer) Christ gewesen sein.